# فرط التألم
فرط التألم أو زيادة الحساسية للألم (بالإنجليزية: Hyperalgesia)‏ هو زيادة الحساسية تجاه الألم، والتي قد تكون ناجمة عن الأضرار التي لحقت بمستقبلات الأذية أو الأعصاب الطرفية. وتُعتبر البروستاغلاندينات E وF هي المسؤولة إلى حد كبير عن تنبيه مستقبلات الألم. كما أن زيادة الحساسية المؤقتة للألم تحدث أيضا كجزء من سلوك المرض، وتطور الاستجابة للعدوى.

## الأنواع
قد يكون فرط التألم مُرَكّزًا في مناطق بؤرية منفصلة أو منتشرًا في الجسم كله. وأثبتت الدراسات التكيّفية أنه يمكن الإصابة بفرط تألم «مُتَعَلّم» من النوع الأخير الأكثر انتشاراً.
ويرتبط فرط التألم البؤري بالإصابات، ويقسّم إلى نوعين:
- فرط التألم الأولي: يصف حساسية الألم الذي يحدث مباشرةً في الأنسجة التالفة.
- فرط التألم الثانوي: يصف حساسية الألم الذي يحدث في الأنسجة المحيطة غير التالفة.

وقد يتطوّر فرط التألم الناجم عن المواد الأفيونية كنتيجةٍ لاستخدام الأفيونيات على المدى الطويل لعلاج الألم المزمن. كما أظهرت دراسات عديدة على الإنسان والحيوان أن فرط التألم الأولي أو الثانوي يمكن أن يطوّر استجابةً مع كلٍ من الاستخدام الحاد والمزمن للمواد الأفيونية، وقد يكون هذا التأثير الجانبي شديداً بما يكفي لوقف العلاج بالمواد الأفيونية.

## الأسباب
ينجم فرط التألم عن العامل المنشط للصفائح الدموية، الذي يأتي استجابةً للالتهاب أو الحساسية، ويحدث ذلك عن طريق الخلايا المناعية التي تتفاعل مع الجهاز العصبي المحيطي مع إفراز المواد الكيميائية المسببة للألم (السيتوكينات والكيموكينات).
ويعتبر سم خُلْدُ المَاءِ أحد الأسباب غير الاعتيادية لفرط التألم البؤري.
وقد يعاني متعاطي الأفيونيات على المدى الطويل (مثل الهيروين والمورفين) وأولئك الذين يتناولون جرعة عالية من الأدوية الأفيونية لعلاج الآلام المزمنة من فرط التألم ويشعرون بألم لا يتناسب مع الأسباب الجسدية، وهو سبب شائع لفقدان فعالية هذه الأدوية مع مرور الوقت، ولما كان من الصعب تمييز ذلك عن تحمل الدواء، فعندما كان يتم تعويض فقدان الفعالية عن طريق زيادة جرعة الأفيونيات، كان يؤدي ذلك إلى تفاقم المشكلة بزيادة الحساسية للألم. ويؤدي فرط التحفيز المزمن لمستقبلات المواد الأفيونية إلى تغيير توازن مسارات إشارات الألم في الجسم مع العديد من آليات العمل المعنية. ويكون أحد الطرق الرئيسية من خلال تحفيز مستقبلات الأذية، وقد يكون إحصار تلك المستقبلات وسيلة لمنع تطور فرط التألم.
ويثير تحفيز الألياف المسببة للألم في نمط يتفق مع الالتهاب شكلا من أشكال تحفيز الحبل الشوكي على المدى الطويل. ويحدث ذلك حيث تتشابك ألياف الألم مع مسار الألم خلال المادة الرمادية المحيطة بالقناة الشوكية. وقد يكون إسهاب الحبل الشوكي وسيلة أخرى لإنتاج فرط التألم.
كما يزيد الإفراج عن السيتوكينات المنشطة للالتهاب، مثل إنترلوكين 1 بواسطة الكريات البيضاء المنشَطة الناجمة عن عديدات السكاريد الشحمية، والسموم الداخلية، وإشارات العدوى الأخرى أيضا من حساسية الألم كجزء من سلوك المرض وتطور الاستجابة للمرض.

## العلاج
يشبه فرط التألم أنواع أخرى من الألم المرتبط بتهيج أو تلف العصب، مثل خلل الاستجابة وآلام الأعصاب، وبالتالي قد يستجيب للعلاج القياسي لهذه الحالات، وذلك باستخدام أدوية مختلفة، مثل: مثبطات استرداد السيروتونين الانتقائية، أو مضادات الاكتئاب ثلاثية الحلقات، أو مضادات الالتهاب اللاستيرويدية، أو غلوكوكورتيكويد، أو غابابنتين أو بريجابالين، أو مضادات مستقبلات ن-مثيل-د-أسبارتات، أو الأفيونيات غير النمطية، مثل الترامادول. وحيثما ينتج فرط التألم عن طريق جرعات عالية مزمنة من المواد الأفيونية، فإن تقليل الجرعة قد يؤدي إلى تحسين إدارة الألم. ومع ذلك، كما هو الحال مع الأشكال الأخرى من الألم المصاحب لضعف الأعصاب، فإن علاج فرط التألم يمكن أن يكون تحديًا سريريًا، وقد يتطلب إيجاد الدواء المناسب أو مجموعة الأدوية، التي تكون فعالة لمريض معين المحاولة والخطأ. وقد تبين أن استخدام جهاز تحفيز الأعصاب الكهربائي عبر الجلد يخفف من فرط التألم.